# Федерико II Гонзага
Федерико II Гонзага (17. мај 1500 — 28. август 1540) је био владар италијанског града Мантове (прво као маркиз, касније као војвода) од 1519. године, до своје смрти. Такође је био маркиз од Монферата од 1536. године.

## Биографија
Федерико је био син Франческа II Гонзаге, маркиза од Мантове и маркизе Изабеле д'Есте. Због бурне политике тог времена, од своје десете године провео је три године као талац у Риму код папе Јулија II. Од 1515. до 1517. године, Федерико је био талац француског краља Франсое I, да би обезбедио Гонзагину помоћ у Италији.
Федерико је 3. априла 1519. године, наследио свог оца као маркиз од Мантове, у почетку под намесништвом његове мајке и његових стричева Сигисмонда и Ђованија Гонзаге. Добио је царску инвеституру од цара Карла V 7. априла 1521. године. Папа Лав X именовао га је за капетана Цркве (главнокомандујући папске војске) јула 1521. године, а борио се против Француза код Парме 1521. године и код Пјаћенце. 1522. године.
Маркиз Федерико II је потписао брачни уговор са наследницом маркизата Монтеферата, маркизом Маријом Палеолог, са циљем да стекне ту државу. Међутим, 1528. године, у замену за два затвореника, папа Климент VII је поништио брачни уговор.
Маркиз Федерико II је потом потписао још један брачни уговор са рођаком цара Карла V, принцезом Јулијом од Арагона. Уместо овог брака, 1530. године, је добио војводску титулу, чиме је њихова титула постала војвода од Мантове. Међутим, када је Бонифације IV, маркиз од Монферата, умро приликом пада са коња 25. марта те године, војвода Федерико II је платио 50.000 дуката цару Карлу V у замену за поништење уговора и натерао је папу да обнови његов ранији брачни уговор. Када је и маркиза Марија умрла, он је могао да се ожени њеном сестром Маргаритом 3. октобра 1531. године. Након смрти последњег законитог мушког наследника породице Палеолога, маркиза Јована Ђорђа (1533. године), маркизат Монферат је прешао у руке породице Гонзага, који су га држали до 18. века.
Као и његови родитељи, био је покровитељ уметности; наручио је Палацо Те, коју је дизајнирао и украсио Ђулио Романо, као своју летњу палату недалеко од Мантове. Романо је провео 16 година као дворски уметник под Федериковим патронатом. Такође је купио и наручио неколико слика од Тицијана, а његов портрет су насликали и Тицијан и Рафаел.
Федерико је дуго боловао од сифилиса, као и његов отац. Умро је 28. јуна 1540. године, у својој вили у Мармиролу. Његов син Франческо III је накратко носио титулу 2. војводе од Мантове пре него што је умро у тинејџерским годинама; други син, Вилијам, постао је трећи војвода од Мантове као и војвода од Монферата.

## Породица
Војвода Федерико II и војвоткиња Маргарита су имали седморо деце:
- Елеонора Гонзага.
- Ана Гонзага.
- Франческо III Гонзага, војвода од Мантове (10. март 1533 - 22. фебруар 1550).
- Изабела Гонзага, удата за Франческа Фердинанда д'Авалоса[7]
- Вилијам Гонзага, војвода од Мантове (24. април 1538 - 14. август 1587), оженио се надвојвоткињом Елеонором од Аустрије[8]
- Луј Гонзага, војвода од Невера (22. октобар 1539 - 23. октобар 1595). Отац Карла I, војводе од Мантове.[8]
- Кардинал Федерико Гонзага (1540 - 21. фебруар 1565).